# Louis de Rohan-Chabot (1652-1727)
Louis de Rohan-Chabot, prince de Léon puis duc de Rohan, né à Paris le 3 novembre 1652 et mort le 17 août 1727, est un aristocrate français du XVIIe siècle de la Maison de Rohan. Il compte parmi ses descendants Josselin de Rohan (né le 5 juin 1938) sénateur du Morbihan.

## Biographie
Né à l'Hôtel de la rue du Temple à Paris il est le cinquième des six enfants d'Henri de Chabot et de Marguerite de Rohan. Louis est leur seul fils à survivre.
Il est proche de sa sœur aînée Anne, future princesse de Soubise et maîtresse de Louis XIV. Sa sœur cadette, Jeanne Pélagie, épouse le Prince d'Epinoy, le grand-père paternel de Louis II de Melun, duc de Joyeuse et d'Anne-Julie-Adélaïde de Melun, future princesse de Soubise.
Ses parrains sont Louis XIV et sa mère, la régente Anne d'Autriche. Très riche, il dispose de revenus annuels de 50 000 écus, mais vivait modestement en raison de son avarice. Son avarice envenime ses relations avec sa sœur Anne et avec le roi lui-même.
Parmi ses neveux, il comptait Hercule-Mériadec de Rohan-Soubise, duc de Rohan-Rohan et le cardinal de Soubise.
Il est employé au service du roi en Flandre, en 1667, aux sièges de Tournai, de Douai et de Lille. La même année, il devient le représentant du roi en Bretagne.
Il épouse Marie-Élisabeth du Bec-Crespin de Grimaldi (1661-1743), marquise de Vardes, petite-fille de Jacqueline de Bueil, maîtresse du roi Henri IV. Le couple se marie le 18 juillet 1678 au Château de Saint-Cloud, la résidence de Philippe de France, Monsieur (frère de Louis XIV) et de sa femme Élisabeth-Charlotte de Bavière, Madame.
Son épouse lui apporte une dot considérable, étant la seule héritière de François René du Bec-Crespin, marquis de Vardes, comte de Moret, et de Catherine de Nicolaï, marquise de Goussainville. Louis et Marie-Elisabeth eurent onze enfants dont seuls deux fils et une fille auront une descendance.
Il est admis au serment de duc et pair de France le 12 mai 1689. Autour de 1700, Louis est présent à la Cour. La branche de Guéméné de la Maison de Rohan lui demande d'abandonner le nom, les armes et les titres de la famille de sa mère. Cependant, le roi Louis XIV confirme ses droits aux noms, armes et titres de Rohan, contre les princes de Guémené et de Soubise (paroisse de Mouchamps en Vendée), ses cousins et beau-frère, par arrêt du Conseil du Roi de 1706.
C'est lui qui retire de la chapelle du château de Blain les restes des membres calvinistes de sa famille pour les placer dans un nouvel enfeu, et fait bénir la chapelle par M. Louis Guilhard, recteur.
Il meurt à Paris le 17 août 1727, à l'âge de 74 ans ; Marie Élisabeth lui survit jusqu'au 27 mars 1743, lorsqu'elle meurt à Paris, à l'âge de 81 ans. Il est enterré au château de Blain.

## Descendance
- Louis II de Rohan-Chabot, duc de Rohan, prince de Léon (26 septembre 1679 – 10 août 1738) il épouse Françoise de Roquelaure (fille d'Antoine-Gaston de Roquelaure), dont postérité ;
- Marie-Marguerite-Françoise de Rohan-Chabot, Mademoiselle de Rohan (25 décembre 1680 – 28 janvier 1706) elle épouse Louis-Pierre-Engelbert de La Marck, comte de Schleiden ;
- Anne-Henriette-Charlotte de Rohan-Chabot, Mademoiselle de Léon (18 juin 1682 – 12 mai 1751) elle épouse Alphonse-François-Dominique de Glymes-Berghes, 2e prince de Berghes et fils de Philippe-François, sans descendance ;
- Guy-Auguste de Rohan-Chabot, Comte de Maillé-Seizploue (18 août 1683 – 13 septembre 1760) il épouse Yvonne-Sylvie du Breil de Rays avec qui il a une descendance, puis Mary Apolonia Scolastica Stafford-Howard, sans descendance ;
- Charlotte de Rohan-Chabot, Mademoiselle de Porhoët (v. 1684 – juin 1710) sans alliance ;
- Françoise-Gabrielle de Rohan-Chabot, religieuse (5 octobre 1685 – ?) ;
- Charles-Annibal de Rohan-Chabot, comte de Jarnac (14 juin 1687 – 5 novembre 1762) il épouse Henriette-Charlotte Chabot, comtesse de Jarnac suo jure, sans descendance ;
- Julie-Victoire de Rohan-Chabot, religieuse (3 décembre 1688 – 10 octobre 1730) ;
- Constance-Éléonore de Rohan-Chabot, religieuse (14 février 1691 – 1733)  ;
- Marie-Armande de Rohan-Chabot, religieuse (4 octobre 1692 – 29 janvier 1742) ;
- Marie-Louise de Rohan Chabot, religieuse au prieuré Sainte-Scholastique de Troyes, puis au prieuré du Cherche-midi, à Paris (24 octobre 1697 – 1781)[5].

## Armes
| Blason | Blasonnement : Écartelé de gueules à neuf macles d'or (qui est de Rohan), et d'or à trois chabots de gueules (qui est Chabot). |